# Kasselaid
Kasselaid (o Kasemaa) és un illot estonià deshabitat de 49,92 ha, situat al golf de Riga, a uns 300 metres a l’est de l’illa d’Abruka. Administrativament, pertany al poble d’Abruka, dins la parròquia de Saaremaa, al comtat de Saare. L’illa forma part de la Reserva Natural d'Abruka.

## Biografia
- Kristo Kiiker, Meeli Mesipuu, Fred Peetersoo, Tiina Kiiker. "Abruka looduskaitseala ja Abruka hoiuala kaitsekorralduskava aastateks 2011-2020"